# 천등산휴게소
천등산휴게소(天燈山休憩所, Cheondeungsan Service Area)는 충청북도 충주시 산척면 영덕리에 위치한 평택제천고속도로의 평택방향 첫 고속도로 휴게소이자 제천방향 마지막 고속도로 휴게소이다. 주소는 평택 방향의 경우 충청북도 충주시 산척면 평택제천고속도로 109, 제천 방향의 경우 충청북도 충주시 산척면 평택제천고속도로 106이다. 2015년 6월 30일 평택제천고속도로 동충주 나들목 ~ 제천 분기점 구간이 개통되면서 같이 개장하였다. 한국도로공사는 천등산휴게소 제천 방면에 충청북도 제천시 백운면과 봉양읍에 걸쳐 있는 고개인 박달재와 관련된 전설을 모티브로 관련 박달재테마공원을 조성하기로 하였다. 이 테마공원은 2017년 1월 완공 예정이며 공원은 휴게소 화장실 뒤편 300여m2의 터에 인조잔디가 깔린 산책로를 따라 박달과 금봉이의 만남, 이별을 보여주는 조각상을 조성하기로 하였다. 천등산휴게소 평택 방면은 계절마다 뚜렷한 특징이 있는 천등산을 바라다 볼 수 있는 전망대로 인기를 끌고 있다.

## 시설
- 주차장
- 화장실
- 주유소
- 던킨도너츠 천등산휴게소점
- 박달재 테마공원
- 천등산 전망대
- 식당가
- 편의점
- 유명한 음식:고순 된장찌개

## 특이한 점
2016년 7월 31일 제천방향 휴게소 화장실 앞에서 6살 정도로 추정되는 몰티즈 종류의 유기견이 발견되었다. 발견 당시 휴게소 직원들은 이 개를 유기견보호센터로 보냈으나 주인이 찾아오지 않아 안락사 위기에 처하자 휴게소 직원들이 이 개를 입양하기로 하였다. 휴게소 직원들은 이 개의 이름을 인근에 있는 천등산의 이름을 따 천등이라고 지었고 현재는 이 개가 천등산휴게소의 마스코트가 되었다.

## 전후
평택 방향
- 동충주 나들목 ← 천등산휴게소 ← 제천 분기점
- 금왕휴게소 ← 천등산휴게소 ← 고속도로 종점(중앙고속도로 춘천방향 진출 시 제천휴게소, 부산방향 진출 시 단양팔경휴게소)

제천 방향
- 동충주 나들목 → 천등산휴게소 → 제천 분기점
- 금왕휴게소 → 천등산휴게소 → 고속도로 종점(중앙고속도로 춘천방향 진출 시 제천휴게소, 부산방향 진출 시 단양팔경휴게소)